# Maple Leaf (tren GTW)
El Maple Leaf era un grupo de trenes de pasajeros operado por Canadian National y Grand Trunk Western Railroad ("Grand Trunk") entre Chicago, Illinois y Toronto, Ontario. Funcionó de 1927 a 1971. El tren tomó su nombre de la hoja de arce, el símbolo nacional de Canadá. El Maple Leaf fue uno de los muchos trenes que se suspendieron cuando Amtrak comenzó a operar en 1971 y no está relacionado con el Maple Leaf que Amtrak ahora opera entre Toronto y la ciudad de Nueva York. El tren operaba en el territorio de la Canadian National a través de Ontario, pero al oeste del lago Hurón operaba a través del Grand Trunk Western Railroad.

## Historia
El Grand Trunk presentó el Maple Leaf el 15 de mayo de 1927. El tren operaba con un horario nocturno entre Chicago y Montreal. En 1932 comenzó a transportar un cama pasante para Nueva York. En mayo de 1937, el Grand Trunk cambió el nombre del Maple Leaf en dirección oeste a La Salle. El Maple Leaf en dirección este fue conocido como New York Maple Leaf entre 1938 y 1939. El nombre Toronto Maple Leaf se aplicó brevemente a un tren Chicago-Port Huron, Míchigan en 1938.  En 1938, el New York Maple Leaf fue uno de varios trenes Grand Trunk que recibirán locomotoras de vapor Clase U-4-b 4-8-4 construidas por Lima Locomotive Works.

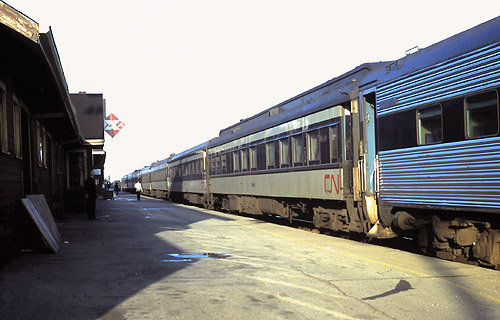
El Maple Leaf en Port Huron en 1970.

El Maple Leaf operaba en horario diurno entre Chicago y Toronto en la década de 1950. Llevaba un coche cama Chicago-Montreal, un autocar Chicago-Detroit, un vagón cafetería/salón Port Huron-Toronto, vagones salón y autocares. Un vagón restaurante operaba entre Chicago y Lansing, Michigan. El durmiente de Montreal terminó en 1958.
A partir de 1961, el Maple Leaf pasó por las ciudades más pobladas de Kitchener y Guelph, mientras que anteriormente había tomado una ruta a través de Brantford y Hamilton para el viaje entre Londres y Toronto. En octubre de 1963, el tren de itinerario similar, el Inter-City Limited, había hecho lo mismo en su viaje hacia el oeste.
En 1966, el Grand Trunk cambió el nombre del Inter-City Limited en dirección oeste a Maple Leaf, convirtiendo así al Maple Leaf en un viaje de ida y vuelta diurno entre Chicago y Toronto.  Después del truncamiento del International Limited a Port Huron el 23 de junio de 1970, el Maple Leaf era el tren Grand Trunk en la ruta Chicago-Toronto. Amtrak descontinuó todos los trenes Grand Trunk restantes cuando comenzó a operar en 1971. El servicio sobre Grand Trunk se reanudó el 15 de septiembre de 1974, con la introducción del Blue Water Limited.

## Importantes paradas
(** para ciudades atendidas a partir de 1961)
- Chicago, Illinois: Dearborn
- South Bend, Indiana: Union Station
- Battle Creek, Míchigan:
- Lansing, Míchigan: GTW Depot
- Durand, Míchigan: Union Station
- Port Huron, Míchigan:
- London, Ontario: London
- Kitchener, Ontario: Kitchener**
- Guelph, Ontario: Central de Guelph**
- Toronto, Ontario: Union Station